# Clásico Ciudad de La Plata
El Clásico Ciudad de La Plata es el clásico más importante para caballos velocistas que se disputa en el Hipódromo de La Plata, sobre pista de arena y convoca a todo caballo de 3 años y más edad, oriundos de cualquier país, a peso por edad. Estuvo catalogado como un certamen de Grupo 1 en la escala internacional, hasta el año 2004 inclusive. Desde 2005, reviste carácter de grado 2.
Esta competencia se lleva a cabo como complemento del Gran Premio Internacional Dardo Rocha, en la jornada de festejos por el aniversario de La Plata cada 19 de noviembre.
A raíz de las numerosas inscripciones que este cotejo ha recibido, desde 2009, la Comisión de Carreras estableció un clásico non-graded de similar categoría y condiciones que lleva el nombre de Municipalidad de La Plata y engloba a la segunda selección del lote de ratificados.

## Últimos ganadores del Ciudad de La Plata
| Año  | Ganador           | País | Jockey                  | País | Padre           | País | Madre              | País | Criador                      | Caballeriza           | Colores            |
| ---- | ----------------- | ---- | ----------------------- | ---- | --------------- | ---- | ------------------ | ---- | ---------------------------- | --------------------- | ------------------ |
| 2024 | El Mejor Recuerdo |      | Francisco Gonçalves     |      | Il Campione     |      | Sabiamente         |      | Haras El Paraíso             | Haras Don Julián      |                    |
| 2023 | Torino Kiin Ha    |      | Francisco Lavigna       |      | Señor Candy     |      | Eluney Trick       |      | Erika Noel Barrica           | Mis 5 Nietos          |                    |
| 2022 | Rudy Trigger      |      | Francisco Gonçalves     |      | Cosmic Trigger  |      | Wynchase           |      | Haras Juan Antonio           | Parque Patricios      |                    |
| 2021 | Rudy Trigger      |      | Francisco Gonçalves     |      | Cosmic Trigger  |      | Wynchase           |      | Haras Juan Antonio           | Etica                 |                    |
| 2020 | As Del Paraiso    |      | Matías Nicolás Ferreyra |      | Angiolo         |      | Magnetica Llers    |      | Haras El Paraíso             | Destellos De Luna     |                    |
| 2019 | Humorada Negra    |      | José Aparecido Da Silva |      | Emperor Richard |      | Hail To Humor      |      | Haras La Pasión              | Rubio B               | Horse racing silks |
| 2018 | Jack Of Hearts    |      | Eduardo Ortega Pavón    |      | Stay Thirsty    |      | Jaquelada          |      | Haras La Quebrada            | Elsie                 | Horse racing silks |
| 2017 | Tato Key          |      | José Aparecido Da Silva |      | Key Deputy      |      | Tatiana Cat        |      | Haras El Alfalfar            | El Alfalfar           | Horse racing silks |
| 2016 | Try Twice         |      | Altair Domingos         |      | Hat Trick       |      | Thasian            |      | Haras El Mallín              | Asunción              | Horse racing silks |
| 2015 | Try Twice         |      | Altair Domingos         |      | Hat Trick       |      | Thasian            |      | Haras El Mallín              | Asunción              | Horse racing silks |
| 2014 | Greek Symbol      |      | Cristian Quiles         |      | Exchange Rate   |      | Grecian            |      | Haras La Pasión              | Queen Debiss          | Horse racing silks |
| 2013 | Try Twice         |      | Mario Fernández         |      | Hat Trick       |      | Thasian            |      | Haras El Mallín              | Asunción              | Horse racing silks |
| 2012 | Naipe de Ouro     |      | Adrián Giannetti        |      | Put It Back     |      | Nashville Luckie   |      | Haras Santa María de Araras  | Santa María de Araras | Horse racing silks |
| 2011 | Hauswagen         |      | Mario Fernández         |      | Housebuster     |      | Ilusamente         |      | Haras El Paraíso             | Niño Facundo 27       | Horse racing silks |
| 2010 | Pretty Cute       |      | Rodrigo Blanco          |      | Luhuk           |      | Pretty Woman       |      | Haras La Quebrada            | Marquitos             | Horse racing silks |
| 2009 | Anjiz Lake        |      | Juan Carlos Noriega     |      | Anjiz           |      | Suspicious Morning |      | Haras West America Farm      | América               | Horse racing silks |
| 2008 | San Kirico        |      | Mario Leyes             |      | Dorian Gray     |      | Legitime           |      | Haras Las Telas              | Las Telas             | Horse racing silks |
| 2007 | Condoleeza Slew   |      | Andrea Marinhas         |      | Sly             |      | Conductiva         |      | Haras Capricornio            | Capricornio           | Horse racing silks |
| 2006 | San Kirico        |      | Aníbal Cabrera          |      | Dorian Gray     |      | Legitime           |      | Haras Las Telas              | Las Telas             | Horse racing silks |
| 2005 | Bienandante       |      | Pablo Falero            |      | Missionary      |      | Bordonera          |      | Haras Las Camelias           | G.S.M.                | Horse racing silks |
| 2004 | My Lad            |      | Jacinto Herrera         |      | Southern Halo   |      | Mystique           |      | Haras La Quebrada            | La Quebrada           | Horse racing silks |
| 2003 | Viva-Raz          |      | Néstor Oviedo           |      | Cutlas          |      | Choir Glum         |      | Haras Cachosolo              | La Campana            | Horse racing silks |
| 2002 | Pionero Tal       |      | Juan José Martínez      |      | Praising        |      | Ravassa            |      | Julio César Gagliardo        | Jota Ele              | Horse racing silks |
| 2001 | Temuno            |      | Elvio Bortulé           |      | Tempranero      |      | Distinta           |      | Haras El Alfalfar            | J.J.C.                | Horse racing silks |
| 2000 | Estambul          |      | Luiz Villalba           |      | Kitwood         |      | Espantada          |      | Haras Vacación               | Rey de Reyes          | Horse racing silks |
| 1999 | Cazador           |      | Juan José Martínez      |      | Tough Critic    |      | Capia              |      | Haras Avourneen              | Don Elido             | Horse racing silks |
| 1998 | Shape             |      | Javier Pirez            |      | Senor Pete      |      | Saltarina          |      | Haras La Quebrada            | El Asturiano          | Horse racing silks |
| 1997 | Spaceship         |      | Juan Jarcovsky          |      | Lode            |      | Sport Fashion      |      | Haras Santa María de Araras  | Sueño Posible         | Horse racing silks |
| 1996 | No se disputó     |      |                         |      |                 |      |                    |      |                              |                       |                    |
| 1995 | Caro Sueño        |      | Abel Giorgis            |      | Carabao         |      | Sunny Bay          |      | Luz Achával y Ricardo Vedoya | Querido Viejo         | Horse racing silks |